# ケイ・レンツ
ケイ・レンツ（Kay Lenz、1953年3月4日 - ）は、アメリカ合衆国の女優。

## 来歴
1953年、カリフォルニア州ロサンゼルス生まれ。父親のテッド・レンツはプロデューサーで、母親のケイ・ミラー・レンツはモデルなどをしていた。子役としてキャリアをスタートさせ、『メイベリー110番』などのテレビシリーズや、舞台などへも出演している。1973年、ジョージ・ルーカス監督の『アメリカン・グラフィティ』の端役として出演し、映画デビュー。その同年に出演したクリント・イーストウッド監督の『愛のそよ風』では、1974年のゴールデン・グローブ賞の新人賞にノミネートされた。その後も順調にキャリアを重ね、女優としての地位を築き上げている。また、1990年にはテレビドラマシリーズ『Midnight Caller』へのゲスト出演の演技が評価されプライムタイム・エミー賞を受賞した。

### 私生活
1977年に俳優で歌手のデヴィッド・キャシディと結婚したが、1983年に離婚している。

## 出演作品

### 映画
- アメリカン・グラフィティ American Graffiti (1973)
- 愛のそよ風 Breezy (1973)
- Lisa, Bright and Dark (1973)
- A Summer Without Boys (1973)
- Unwed Father (1974)
- 残酷の愛・殺人放火魔の正体 The Underground Man (1974)
- 1932年・実録連邦警察 The F.B.I. Story: The FBI Versus Alvin Karpis, Public Enemy Number One (1974)
- The One (1974)
- Journey from Darkness (1975)
- 爆走トラック'76 White Line Fever (1975)
- Moving Violation (1976)
- グレート・サム/サギ師と令嬢 The Great Scout & Cathouse Thursday (1976)
- ミーン・ドッグ・ブルース Mean Dog Blues (1978)
- のろわれた美人学生寮 The Initiation of Sarah (1978)
- ザ・パッセージ/ピレネー突破口 The Passage (1979)
- ブラウン神父/ 恐怖のステージ Sanctuary of Fear (1979)
- ウエディング・マーチにのった脱獄 Escape (1980)
- Fast-Walking (1982)
- ロストユニバース/魔宮伝説からの脱出 Prisoners of the Lost Universe (1983)
- Trial by Terror (1983)
- ガバリン House (1986)
- ストリッパー殺人事件 Stripped to Kill (1987)
- バトルガンM‐16 Death Wish 4: The Crackdown (1987)
- ゲルハイド Headhunter (1988)
- ザ・バイオレンサー/…その瞬間、惨殺指令が甦った! Fear (1988)
- 証人を消せ/レンタ・コップ2 Physical Evidence (1989)
- 夜ごとの殺人 Murder by Night (1989) ※テレビ映画
- Streets (1990)
- ヒトラーの娘/甦るナチの陰謀 Hitler's Daughter (1990) ※テレビ映画
- Shakespeare's Plan 12 from Outer Space (1991)
- スモールタウン・ブルース Falling from Grace (1992)
- ビハインド・プリズン・ウォール Against Their Will: Women in Prison (1994)
- スペース・トラップ Trapped in Space (1995)
- 女弁護士ダイアナ/愛と罪のはざま Shame II: The Secret (1995)
- ガンファイターズ・ムーン Gunfighter's Moon (1995)
- 虹の歌　Journey of the Heart (1997)
- Gunfighter's Moon (1997)
- A Gun, a Car, a Blonde (1997)
- ラグタイム しっちゃかめっちゃか大騒動 The Adventures of Ragtime (1998)
- Marry Me or Die (1998)
- Southside (2003)
- シークレット・ライブス・オブ・ドークス The Secret Lives of Dorks (2013)

### テレビドラマ
- The Monroes (1967)
- 鬼警部アイアンサイド Ironside (1972)
- Owen Marshall, Counselor at Law (1973)
- サンフランシスコ捜査線 The Streets of San Francisco (1973)
- ガンスモーク Gunsmoke (1974)
- Unwed Father (1974)
- メディカル・センター Medical Center (1974)
- 警部マクロード McCloud (1974)
- 探偵キャノン Cannon (1974)
- 弁護士ペトロチェリー Petrocelli (1975)
- リッチマン・プアマン/青春の炎 Rich Man, Poor Man (1976)
- Jigsaw John (1976)
- Rich Man, Poor Man - Book II (1976, 1977)
- マイコン大作戦 (1984)
- ヒルストリート・ブルース Hill Street Blues (1984)
- 私立探偵マグナム Magnum, P.I. (1984)
- 女刑事キャグニー&レイシー Cagney & Lacey (1984)
- 俺たち賞金稼ぎ!!フォール・ガイ The Fall Guy (1984)
- マット・ヒューストン (1984)
- Finder of Lost Loves (1985)
- ジェシカおばさんの事件簿 Murder, She Wrote (1985)
- 冒険野郎マクガイバー MacGyver (1985)
- リップタイド探偵24時 Riptide (1985)
- Heart of the City (1986)
- スターマン Starman (1987)
- こちらブルームーン探偵社 Moonlighting (1987)
- Midnight Caller (1988, 1989)
- Murder by Night (1989)
- ハードボール Hardball (1989)
- リーズナブル・ダウト/静かなる検事記録 Reasonable Doubts (1991 - 1993)
- 新スーパーマン Lois & Clark: The New Adventures of Superman (1995)
- Touched by an Angel (1996)
- 荒野の七人 The Magnificent Seven (2000)
- ER緊急救命室 ER (2000)
- Cover Me: Based on the True Life of an FBI Family (2000, 2001)
- LAW & ORDER:性犯罪特捜班 Law & Order: Special Victims Unit (2002)
- CIA:ザ・エージェンシー The Agency (2003)
- 犯罪捜査官ネイビーファイル JAG (2003)
- ハートランド物語 Heartland (2007)
- Dr.HOUSE House M.D. (2007)
- NCIS 〜ネイビー犯罪捜査班 NCIS: Naval Criminal Investigative Service (2008)
- コールドケース 迷宮事件簿 Cold Case (2009)
- クローザー The Closer (2010)
- サウスランド Southland (2011)
- CSI:科学捜査班 CSI: Crime Scene Investigation (2013)
- BONES Bones (2014)

### テレビアニメ
- 世界名作童話『白鳥の湖』 (1981) ※英語吹替え版
- Wild West C.O.W.-Boys of Moo Mesa (1992 - 1993)
- The Tick (1994 - 1996)

### テレビ番組
- サタデー・ナイト・ライブ Saturday Night Live (1975)